# Molophilus ermolenkoi
Molophilus ermolenkoi là một loài ruồi trong họ Limoniidae. Chúng phân bố ở miền Cổ bắc.